# Garnat-sur-Engièvre
Garnat-sur-Engièvre – miejscowość i gmina we Francji, w regionie Owernia-Rodan-Alpy, w departamencie Allier.

## Demografia
Według danych na rok 1990 gminę zamieszkiwało 715 osób, a gęstość zaludnienia wynosiła 38 osób/km². W styczniu 2015 r. Garnat-sur-Engièvre zamieszkiwało 699 osób, przy gęstości zaludnienia wynoszącej 37,1 osób/km².